# Angkor Wat

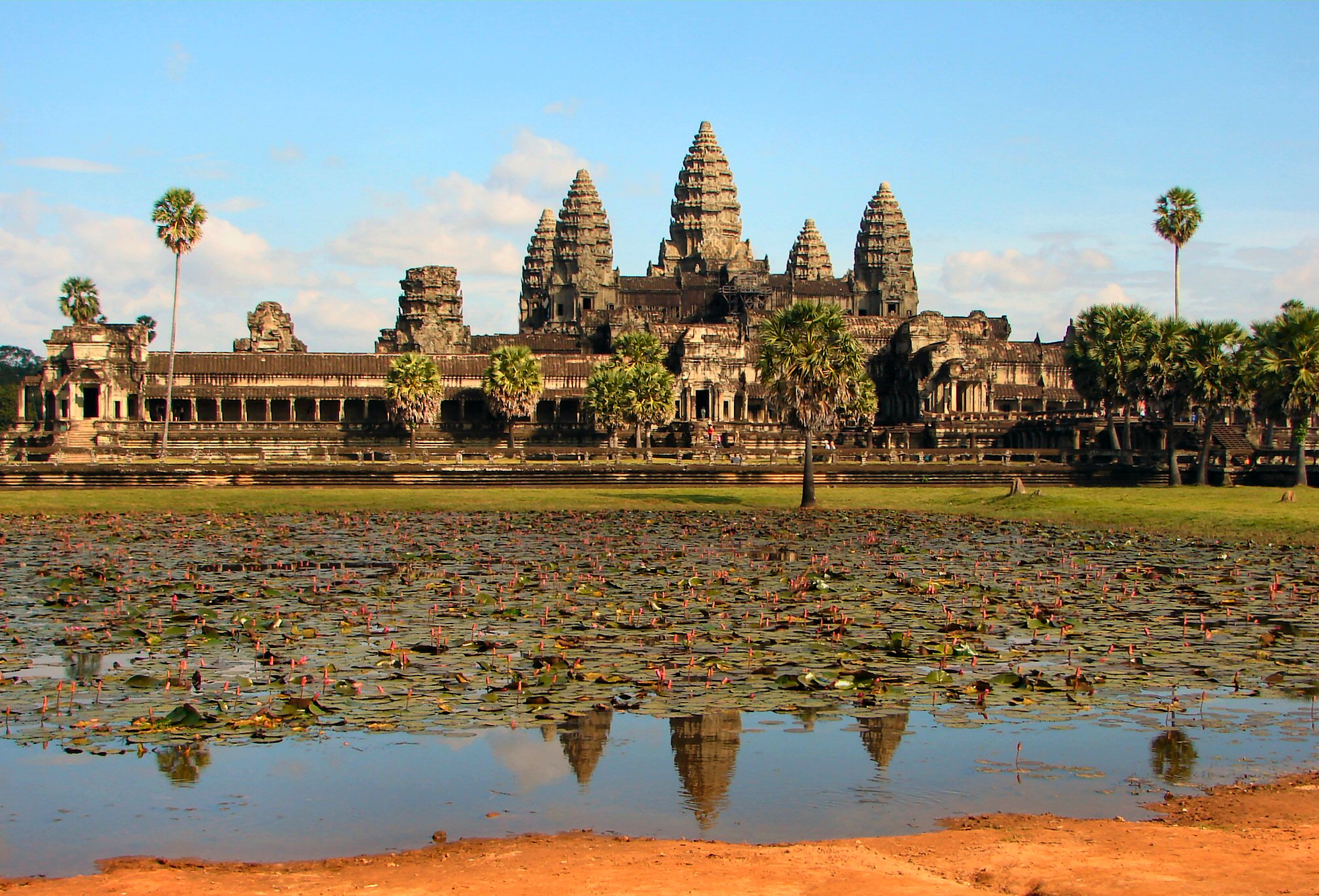
Angkor Wat (2005)

Angkor Wat (Khmer: Ângkôr Vôtt អង្គរវត្ត; ângkôr bedeutet „Stadt“, vôtt „Tempelanlage“) ist die bekannteste Tempelanlage in der Region Angkor in Kambodscha. Der Tempel befindet sich zirka 240 km nordwestlich der Hauptstadt Phnom Penh in der Nähe von Siem Reap, rund 20 Kilometer nördlich des Sees Tonle Sap.

## Geschichte

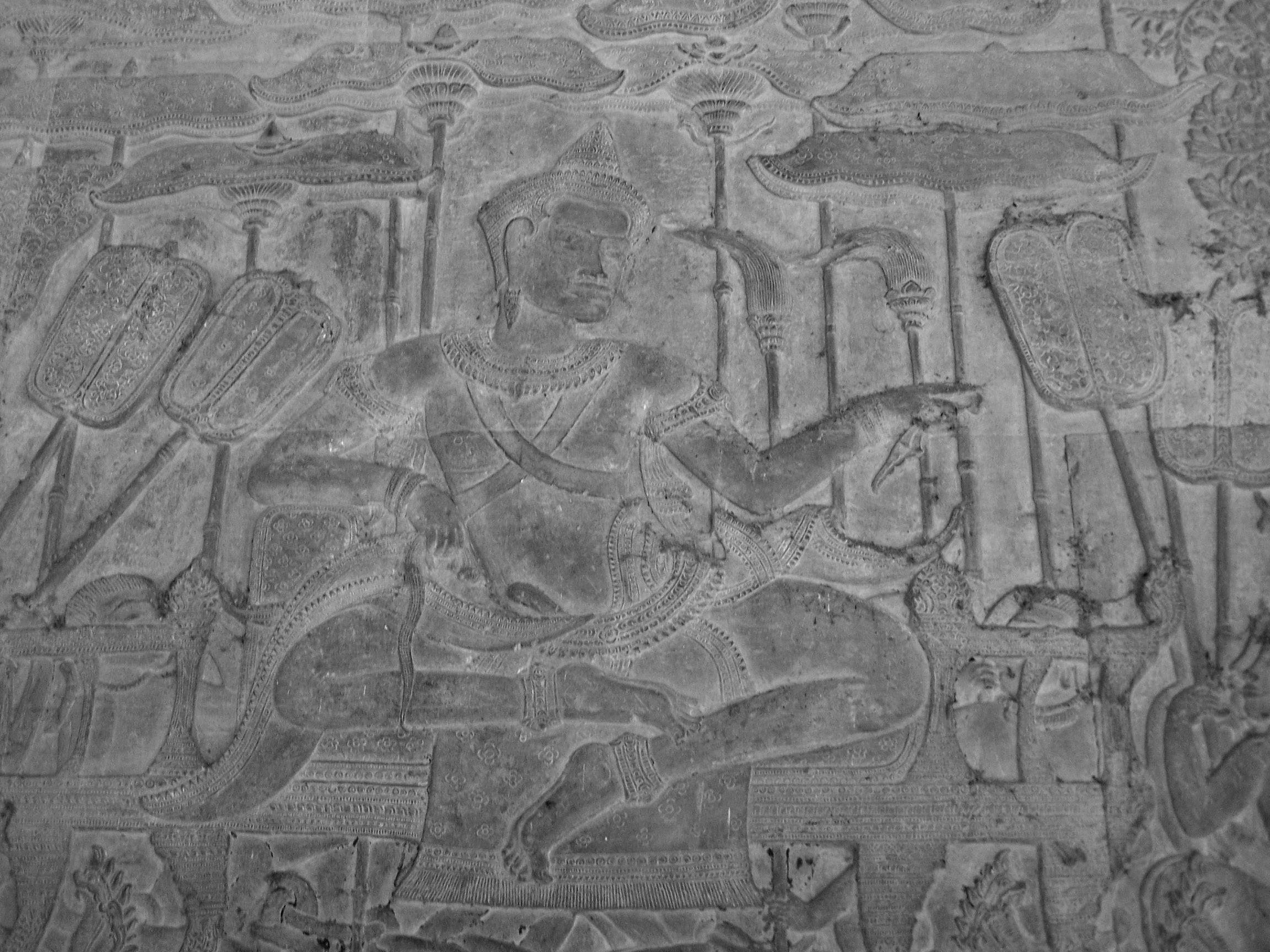
König Suryavarman II., Gründer von Angkor Wat in der auf dem Relief der Galerie dargestellten Prozession

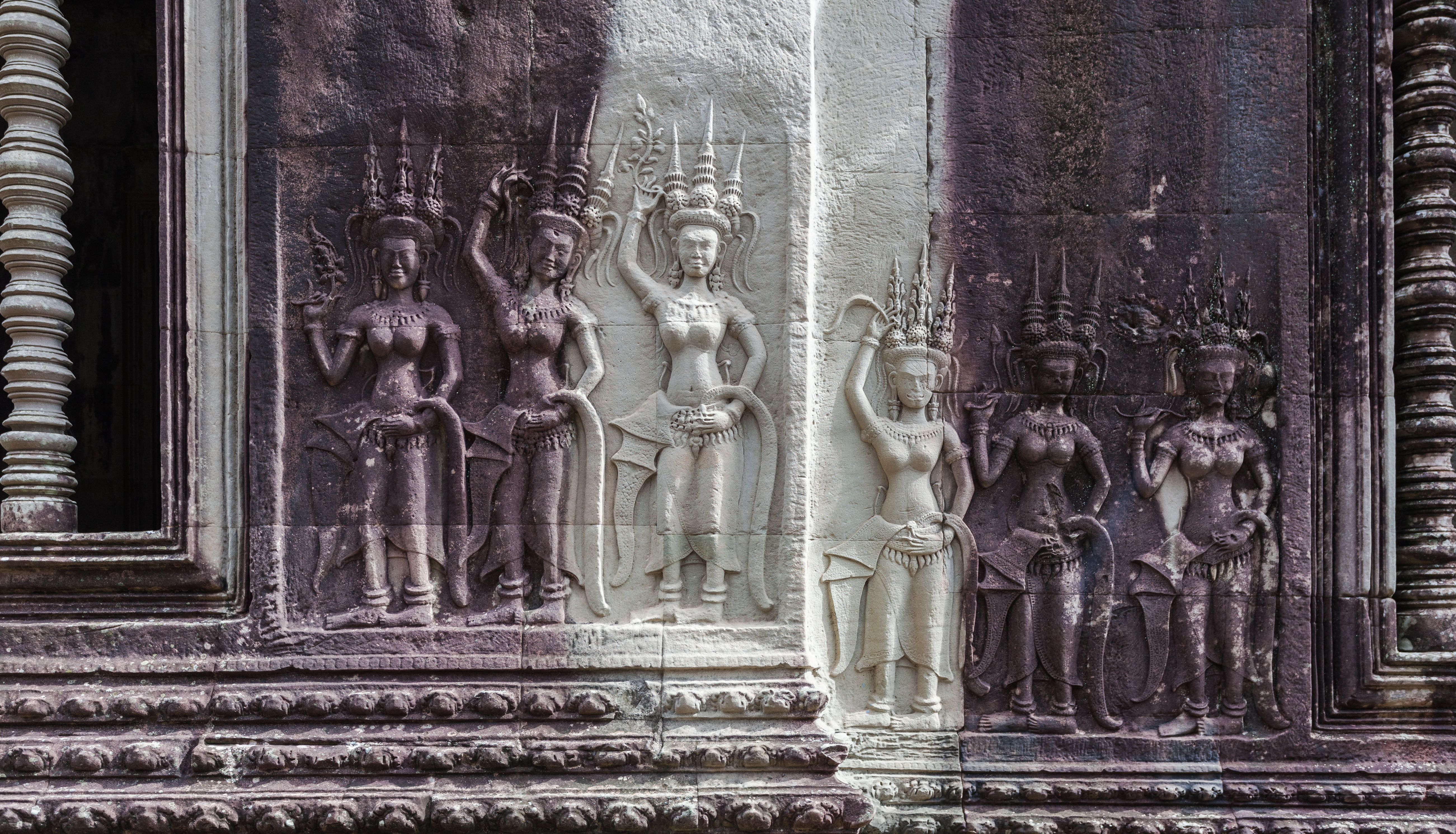
Apsaras

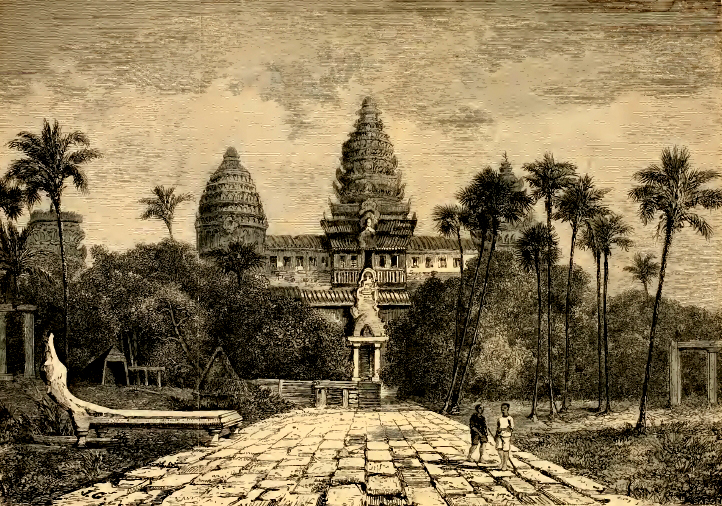
Eine Zeichnung der Fassade von Angkor Wat durch Henri Mouhot

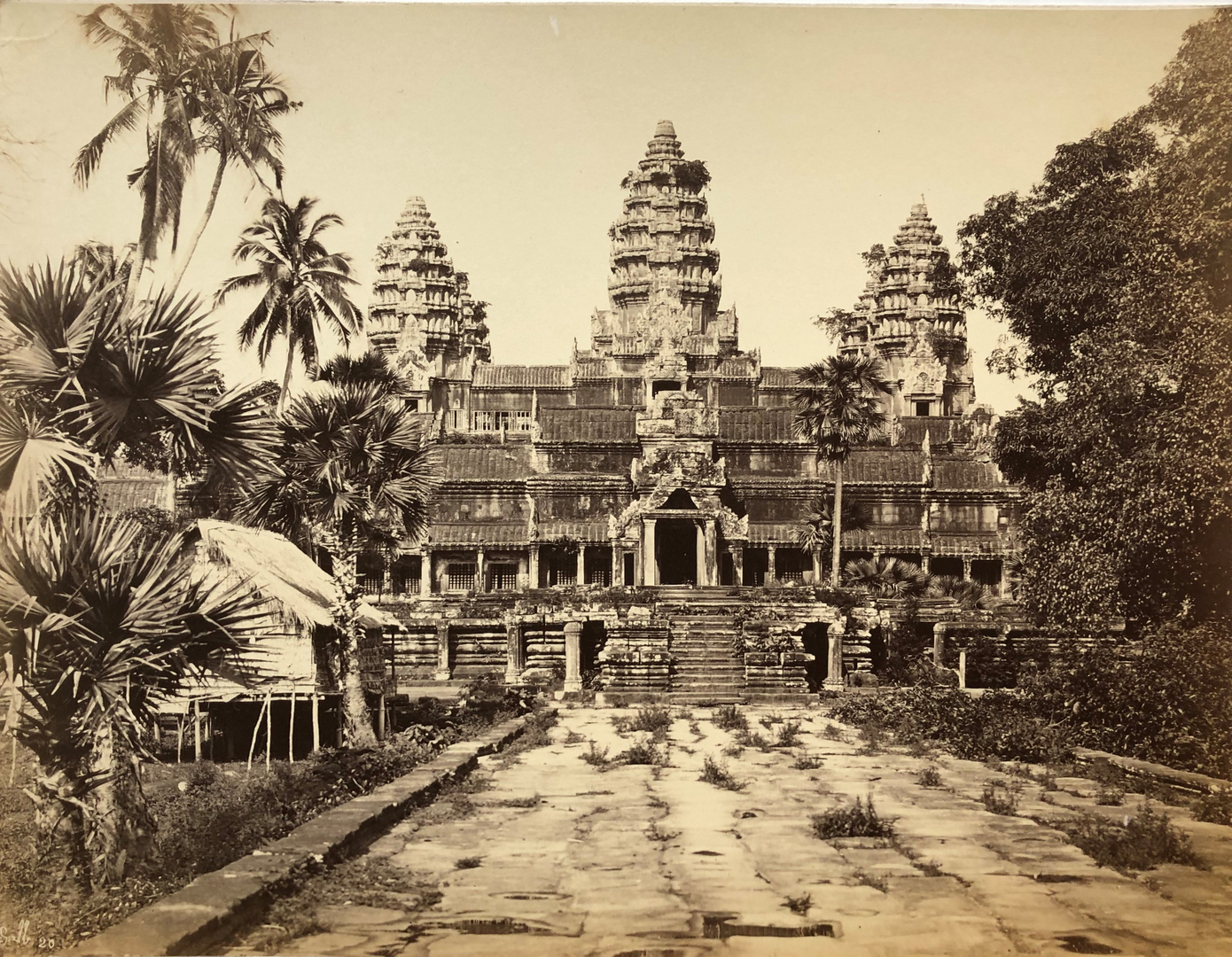
Fotografie von Angkor Wat von Émile Gsell während der Ernest-Doudart-de-Lagrée-Expedition (1866)

Im 10. Jahrhundert wurden unter Yasovarman I. (regierte 889–910) zahlreiche Bewässerungsanlagen und Stauseen angelegt, die unter anderem dazu beitrugen, dass mehrmals im Jahr Reis geerntet werden konnte. Diese erfolgreiche Landwirtschaft führte zu Nahrungsüberschüssen und brachte dem Khmer-Reich großen Reichtum. So kam es, dass das südlich von China gelegene Land zu einem regionalen Machtzentrum Südostasiens wurde und die Khmer in der Lage waren, große Städte und gewaltige Tempelanlagen zu errichten.
Im Jahr 1113 bestieg König Suryavarman II. den Thron und regierte bis etwa 1150. Er baute die Macht Angkors, damals Kambuja genannt, in mehreren Kriegszügen gegen die benachbarten Cham, gegen Đại Việt (vgl. Geschichte Vietnams) und das Mon-Königreich Haripunjaya weiter aus. Daneben ließ er Tempelanlagen in Angkor restaurieren und neue errichten, darunter Angkor Wat. Die Anlage wurde als Staatstempel des Königs im südöstlichen Teil der schon unter Suryavarman I. errichteten früheren Hauptstadt Yasodharapura erbaut und diente der Verehrung Vishnus. Es gibt auch Hinweise, wie etwa die ungewöhnliche Ausrichtung Angkor Wats nach Westen, der Himmelsrichtung des Todesgottes Yama, die dafür sprechen, dass es der Totentempel Suryavarman II. war.
Da weder die Gründungsstele noch andere Inschriften aus dieser Zeit aufgefunden wurden, die sich auf das Bauwerk beziehen, ist der ursprüngliche Name unbekannt. Es wird angenommen, dass es nach Vishnu benannt wurde, mit dem sich der König als Vishnuist im Unterschied zu seinen Vorgängern, die Shivaisten gewesen waren, identifizierte, und demnach Vrah Vishnuloka („heiliger Wohnsitz von Vishnu“) hieß und später, angelehnt an den posthumen Titel des Gründers Paramavishnuloka („er, der die himmlische Welt des Vishnu betreten hat“), Preah Pisnulok. Die Arbeiten scheinen rasch nach dem Tod des Königs eingestellt worden zu sein, so dass einige der Reliefs unvollendet blieben. Im Jahr 1177 wurde Angkor von den Cham, traditionellen Feinden der Khmer, erobert. Jayavarman VII. gelang es schließlich, die Invasoren zu besiegen und das Khmerreich wiederherzustellen. 1,5 km nördlich von Angkor Wat ließ er die neue Hauptstadt Angkor Thom mit dem Bayon als buddhistischen Haupttempel errichten.
Im späten 13. Jahrhundert wandelte sich Angkor Wat vor dem Hintergrund der durch Jayavarman VII. initiierten religiösen Revolution nach und nach von einer hinduistischen Kultstätte in eine des Theravada-Buddhismus. Zu dieser Zeit wurde Angkor Wat zum Namen des Tempelkomplexes. Anders als die anderen Tempel Angkors verwahrloste die Anlage zwar im 16. Jahrhundert etwas, wurde aber nie vollständig verlassen. Die im Vergleich gute Erhaltung hängt mit dem Wassergraben zusammen, der Angkor Wat gegen das Vordringen des Waldes schützt.
Einer der ersten Besucher aus dem Westen war der portugiesische Kapuziner Antonio da Magdalena, der 1586 nach Angkor kam. Er beschrieb seinen Eindruck von Angkor Wat dem portugiesischen Historiker Diogo de Couto zufolge „als so außergewöhnlich, dass man es weder mit einem Stift beschreiben, noch mit einem anderen Monument in der Welt vergleichen kann.“ In den nächsten Jahrhunderten blieben es Missionare und Kaufleute aus dem Westen, die Angkor Wat Beachtung schenkten. Dies änderte sich erst in der zweiten Hälfte des 19. Jahrhunderts, als ausgelöst durch die begeisterten Reiseberichte des französischen Naturalisten Henri Mouhot, der die Tempelanlage 1860 erkundete, Forscher auf Angkor Wat aufmerksam wurden und ihm folgten, wie zum Beispiel Adolf Bastian und Ernest Doudart de Lagrée. Die ersten Fotografien von Angkor Wat machte 1865 der Schotte John Thomson. Mouhot datierte Angkor Wat auf die Antike und konnte sich einen Bau durch die Khmer, auch aus der damaligen historischen Situation heraus, nicht vorstellen. Er verglich Angkor Wat mit dem Tempel Salomos, von einem antiken Michelangelo errichtet.
Im 20. Jahrhundert wurde Angkor Wat intensiv von dem französischen Institut École française d’Extrême-Orient restauriert und erstmals von 1908 bis 1911 unter der Leitung von Jean Commaille von Erde und Vegetation befreit. Die tatsächliche Geschichte wurde von da an durch diese und weitere Renovationen und damit zusammenhängende stilistische und epigrafische Befunde auf dem gesamten Gelände erschlossen. Der Bürgerkrieg und die Herrschaft der Roten Khmer unterbrachen diese Arbeiten. Das Monument blieb unbeschädigt, doch Statuen, meist aus der Post-Angkor-Zeit, wurden gestohlen oder zerstört.
Der Tempel ist ein Nationalsymbol und beeinflusst auch die internationalen Beziehungen zu Thailand, Frankreich und den Vereinigten Staaten. Angkor Wat ist seit ihrer ersten Version von ungefähr 1863 auf der Nationalflagge Kambodschas abgebildet. So war es auch das kulturelle Erbe Angkor Wats und Angkors insgesamt, welche die Franzosen dazu motivierte, Kambodscha 1863 zu kolonisieren und der Vorherrschaft von Vietnam und Siam zu entreißen. Dies führte zu Forderungen Kambodschas an Thailand im Nordwesten des Landes, welches die Thai 1431 erobert hatten. Seit seiner Unabhängigkeit 1953 kontrolliert Kambodscha Angkor Wat. Inmitten des Vietnamkriegs besuchte Jacqueline Kennedy auf Einladung des Königs den Tempel.

### Umland der Tempelanlage

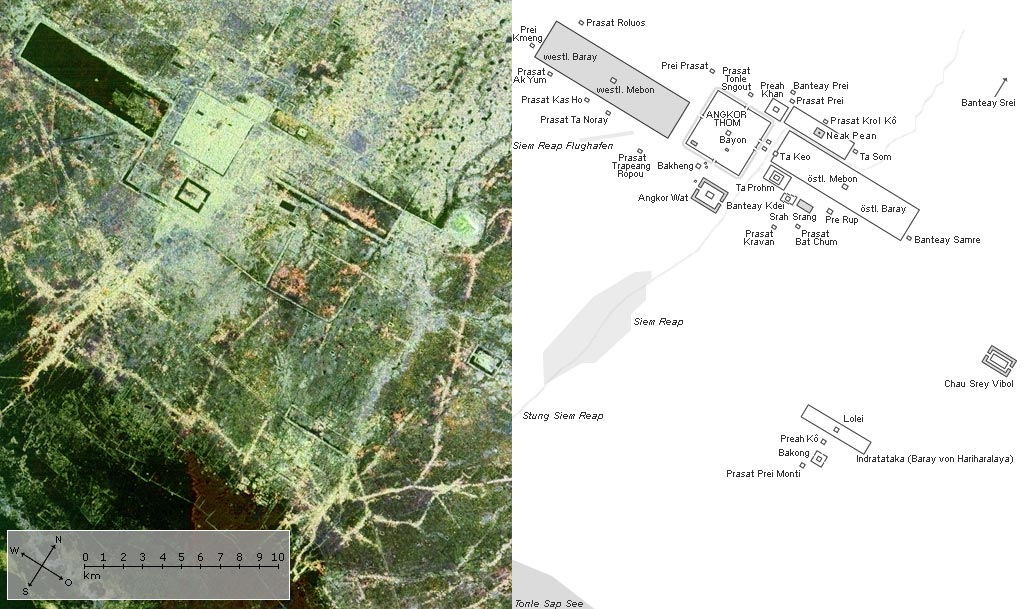
Gesamtanlage Angkors

Angkor Wat ist nur ein Teil der viel umfassenderen Gesamtanlage Angkor mit seiner Vielzahl von historischen Bauensembles, von denen Angkor Thom das größte ist (siehe auch: Tempel in Angkor).
Wie auch die anderen großen Tempelareale in Angkor, war Angkor Wat von Siedlungen umgeben. Stein als Baumaterial war allerdings religiösen Bauwerken vorbehalten, weshalb von den weltlichen Bauten, auch den Residenzen der Herrscher, keine erhalten sind.
Untersuchungen mit LIDAR in den Jahren 2012 und 2015 zeigten weitere Siedlungsreste.

### Datierung
Meist wird die Errichtung des Angkor Wat, wie oben beschrieben, König Suryavarman II. zugeschrieben. Manche Forscher datieren die Bauzeit in spätere Zeiten und weisen dazu auf stilistische und religionshistorische Studien hin. Bereits 1927 argumentierte Philippe Stern, dass der Stil dieses Tempels eine Verfeinerung des Bayon-Stils (spätes 12. Jahrhundert bis Mitte des 13. Jahrhunderts) darstelle und er daher später entstanden sein müsse.

### Bauzustand

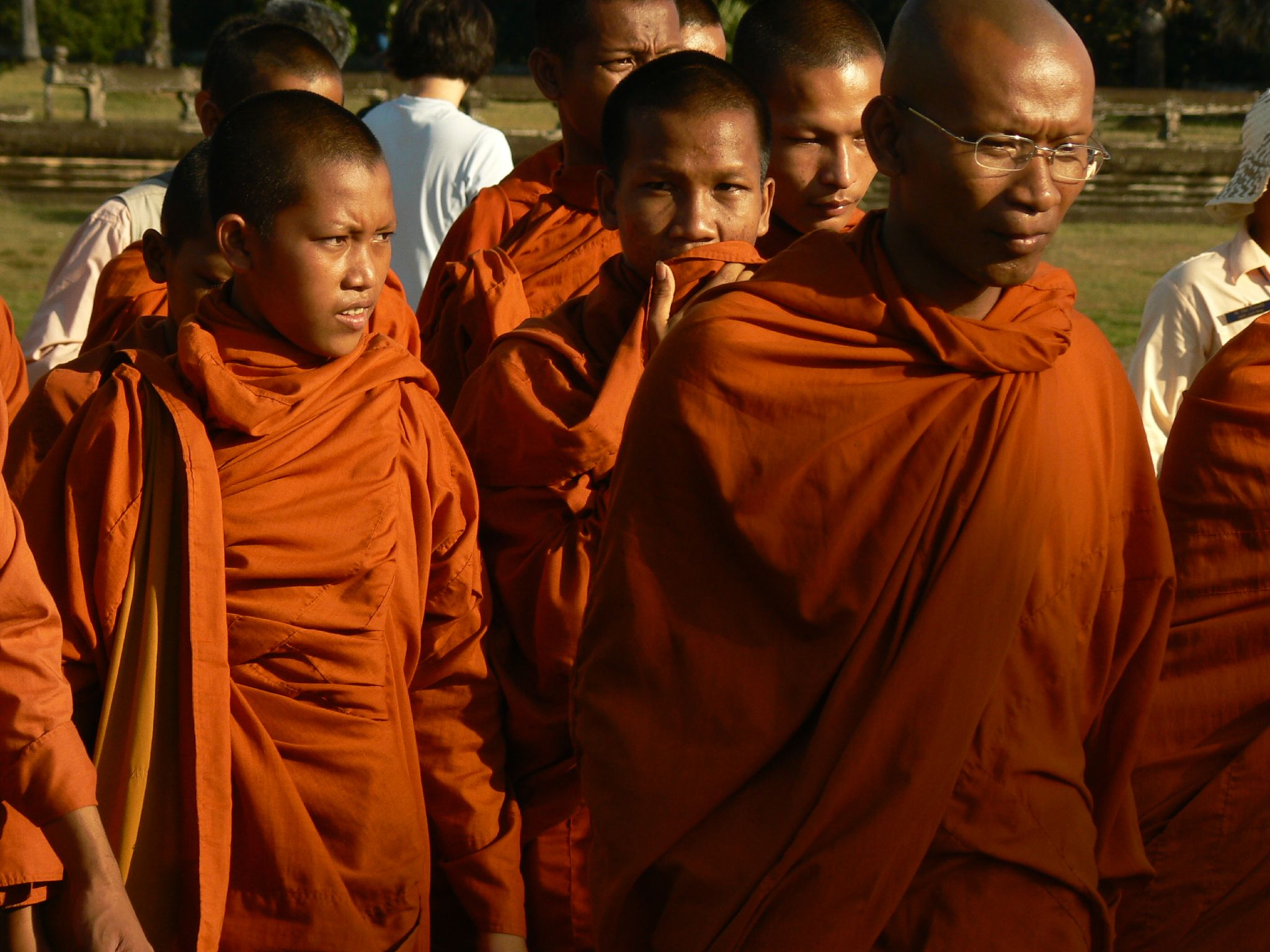
Mönche in Angkor Wat

Die gewaltigen Bauten weisen zahlreiche Schäden auf. Witterungseinflüsse, die tropische Vegetation und menschliche Zerstörungskraft, wie etwa die Plünderungen durch die Siamesen im 15. Jahrhundert, haben den Tempeln zugesetzt. Ein weiterer Grund für den Zerfall ist, dass sich die Khmer ab dem 13. Jahrhundert dem Buddhismus zuwandten, weshalb keine neuen Tempel mehr errichtet wurden. Hinzu kam die Abholzung sämtlicher Wälder durch die Khmer sowie Missernten durch versiegendes Wasser und den damaligen Klimawandel. Die Anlage diente aber spätestens seit dem 16. Jahrhundert als buddhistisches Heiligtum, an dem zwischen 1546 und 1747 über 40 Inschriften angebracht wurden, die Inhalte des Theravada-Buddhismus vermitteln.
Nachdem es, bedingt durch die politische Lage in Kambodscha, auch in der zweiten Hälfte des 20. Jahrhunderts kaum möglich war, Restaurierungsarbeiten vorzunehmen (Ausnahme war die Kampagne des Archaeological Survey of India in den 1980er Jahren), sind inzwischen unterschiedliche Organisationen damit beschäftigt, den weiteren Zerfall von Angkor Wat zu stoppen.
Neben den Touristen gehören buddhistische Mönche zu den täglichen Besuchern des Tempels.

## Baukunst

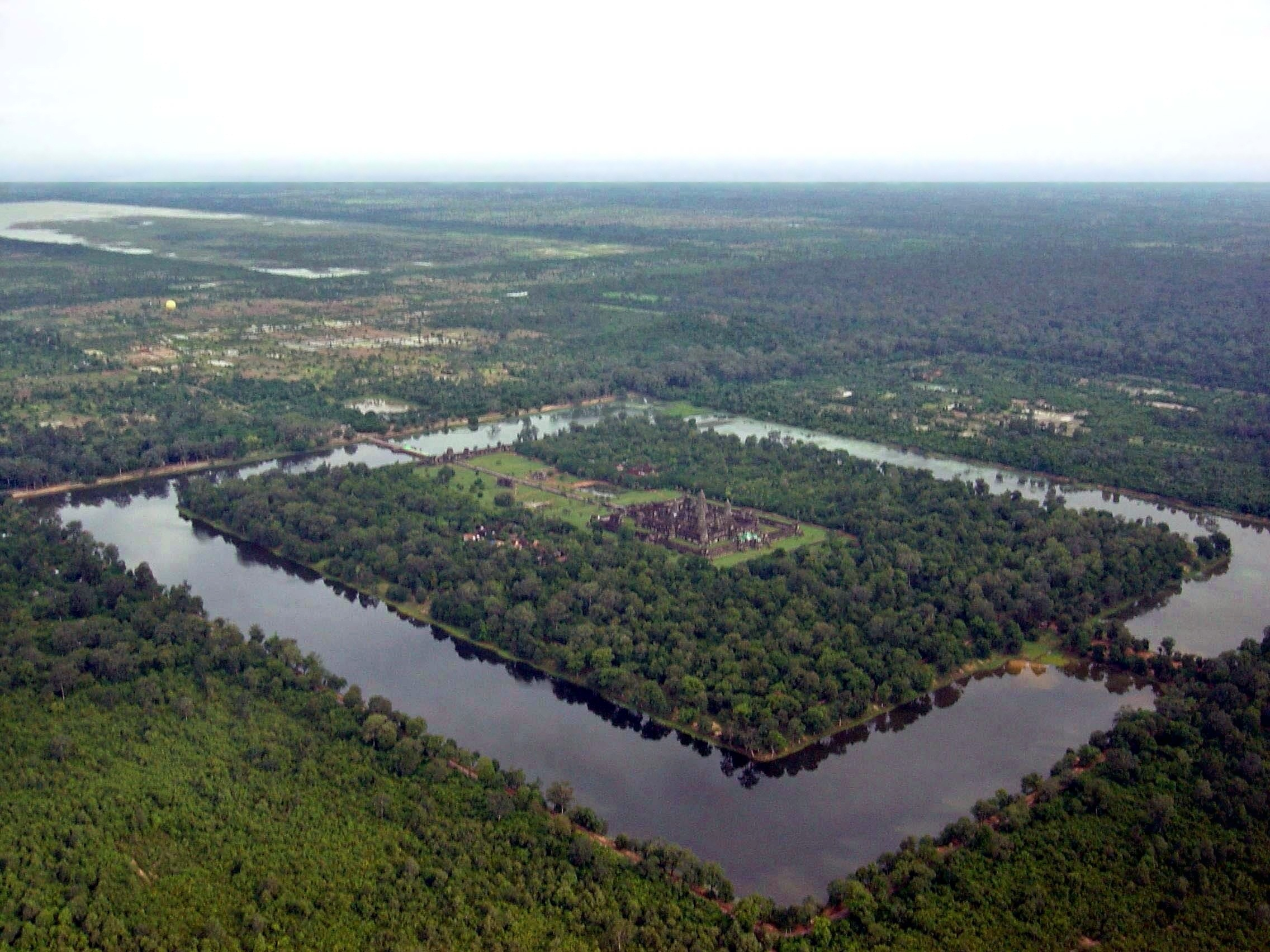
Luftbild des Areals mit umgebendem Wassergraben, im Hintergrund der Westliche Baray

Die Gebäude wurden aus kunstvoll gestaltetem Sandstein zusammengesetzt. Die zahlreichen Kanäle der Anlage dienten den Arbeitern auch dazu, die riesigen Steinbrocken mit Flößen zu transportieren. Für den Bau wurden die Blöcke mit besonderen Schleifanlagen so bearbeitet, dass sie ohne erkennbare Zwischenräume aufeinandergesetzt werden konnten.
Das komplette Areal misst inklusive des Wassergrabens in West-Ost-Richtung knapp 1,5 km und in Nord-Süd-Richtung knapp 1,3 km. Der Wassergraben ist zwischen 170 und 190 Meter breit und umschließt das innere Areal. Er stellt nach der gängigen Interpretation den Ur-Ozean dar, womit er sich zusammen mit den zahlreichen Bauten der Tempelanlage in das Bild eines symbolischen Universums einordnet. Im Zentrum steht ein markanter Tempel mit fünf nach Lotusblüten geformten Türmen (Prasat), die einen Quincunx bilden. Der größte Turm ist 65 m hoch.
Viele der Tempelwände sind mit steinernen Figuren dekoriert, die Tänzerinnen – so genannte Apsaras – darstellen. Jede Figur hat eigene, besondere Merkmale, so dass sie sich untereinander nicht gleichen. Die Basreliefs der dritten Galerie weisen insgesamt mehr als 1000 m² Fläche auf und stellen historische Szenen und Episoden aus dem Ramayana und Mahabharata sowie den in der Khmer-Architektur populären Schöpfungsmythos des Quirlen des Milchozeans dar.

## Nationale Bedeutung
Angkor Wat fungiert als herausragendes nationales Symbol, das repräsentativ für die Khmerkultur und das heutige kambodschanische Volk steht. Es findet sich daher als Abbildung in vielfältigen staatlichen Zusammenhängen, auf der Nationalflagge, den Geldscheinen etc. Selbst in der Zeit des Regimes der Roten Khmer war eine goldene Silhouette des Tempels Teil der kambodschanischen Flagge.
Zwischen 1990 und 2016 wurde Angkor von der privaten Firma SOKIMEX betreut, die das Gelände von der Regierung gepachtet hatte und dafür die Eintrittsgelder kassierte. Seitdem ist die gesamte Anlage unter staatlicher Kontrolle.

## Galerie

Angkor Wat auf der Flagge Kambodschas
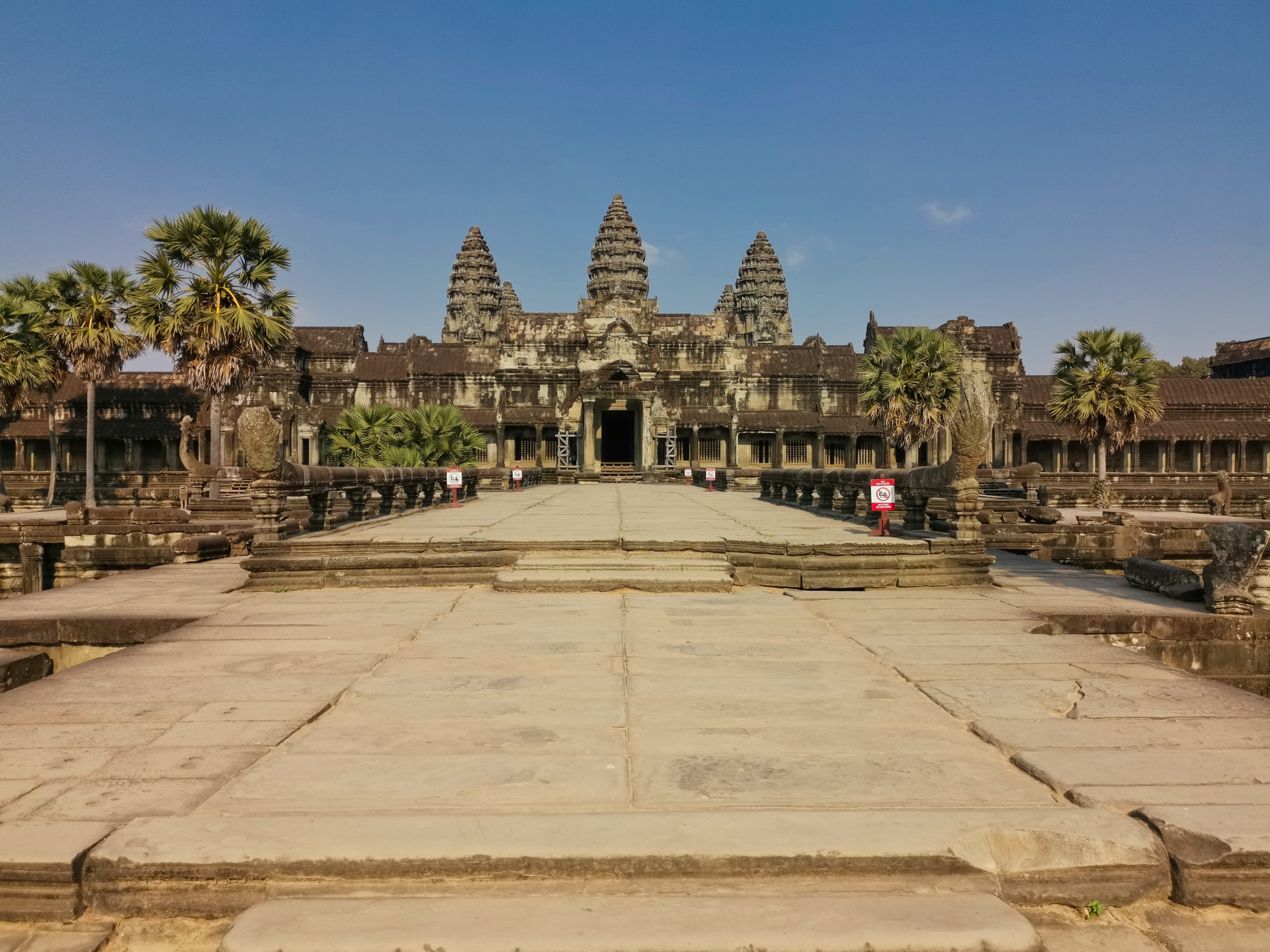
Blick vom westlichen Damm auf die Tempelplattform
500-Riel-Banknote
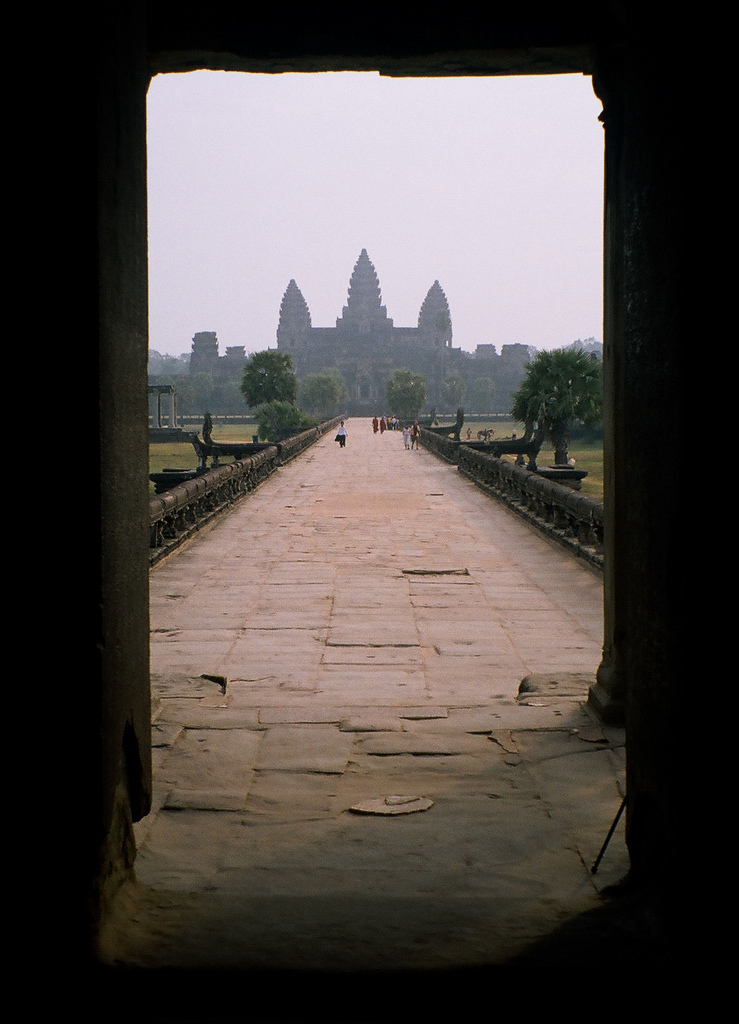
Allee zum Haupttempel
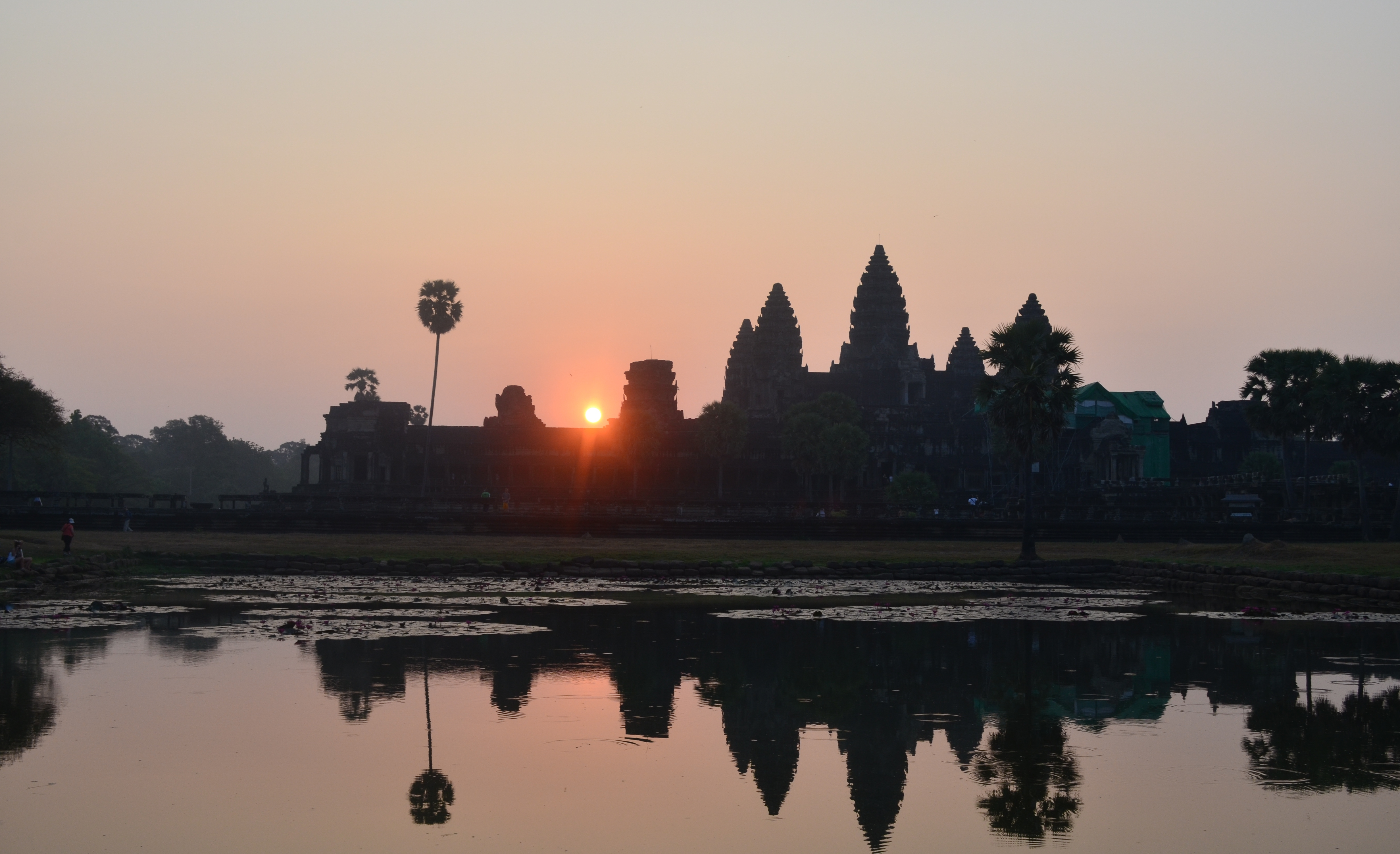
Der Tempel am Morgen
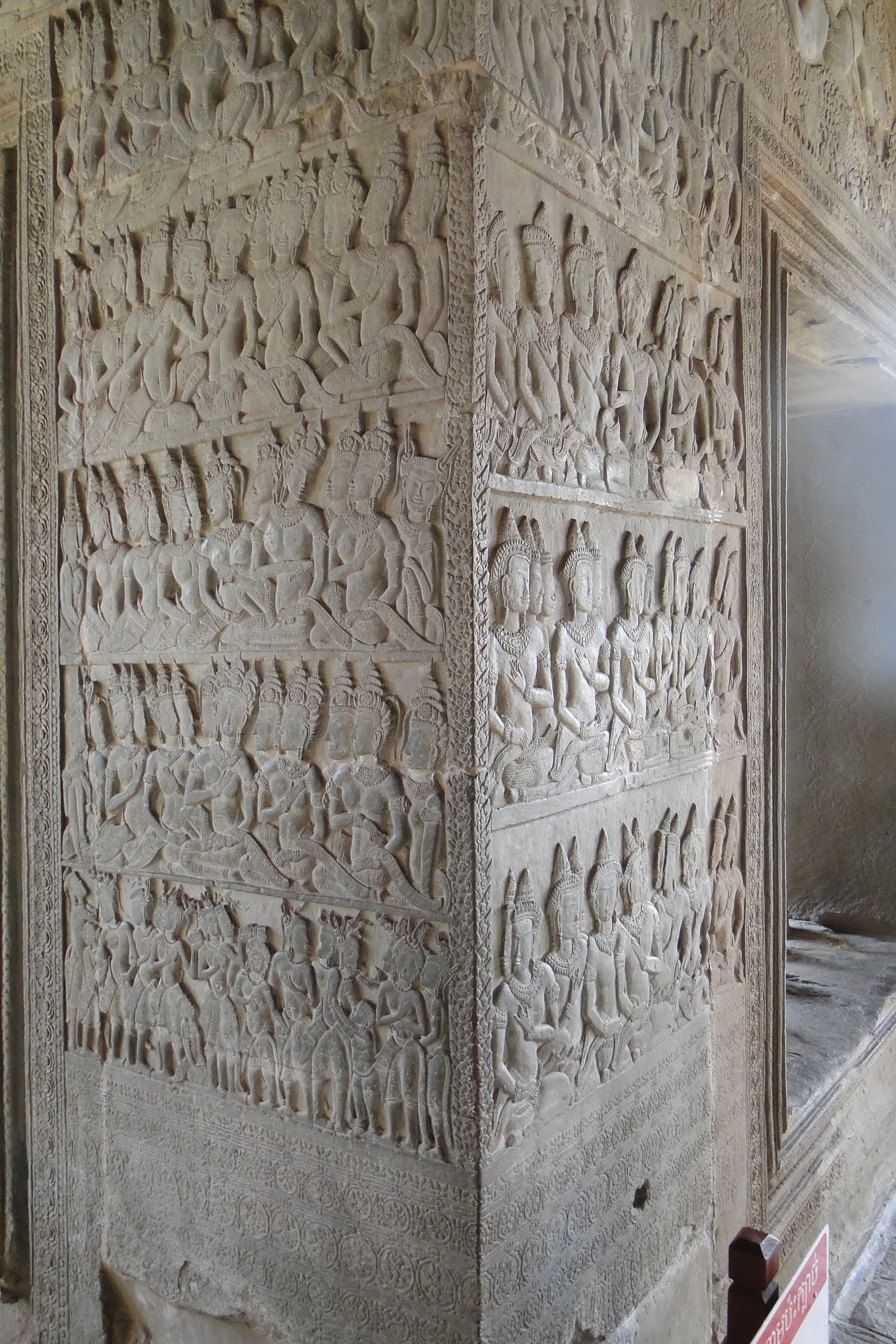
Flachrelief an der Ecke
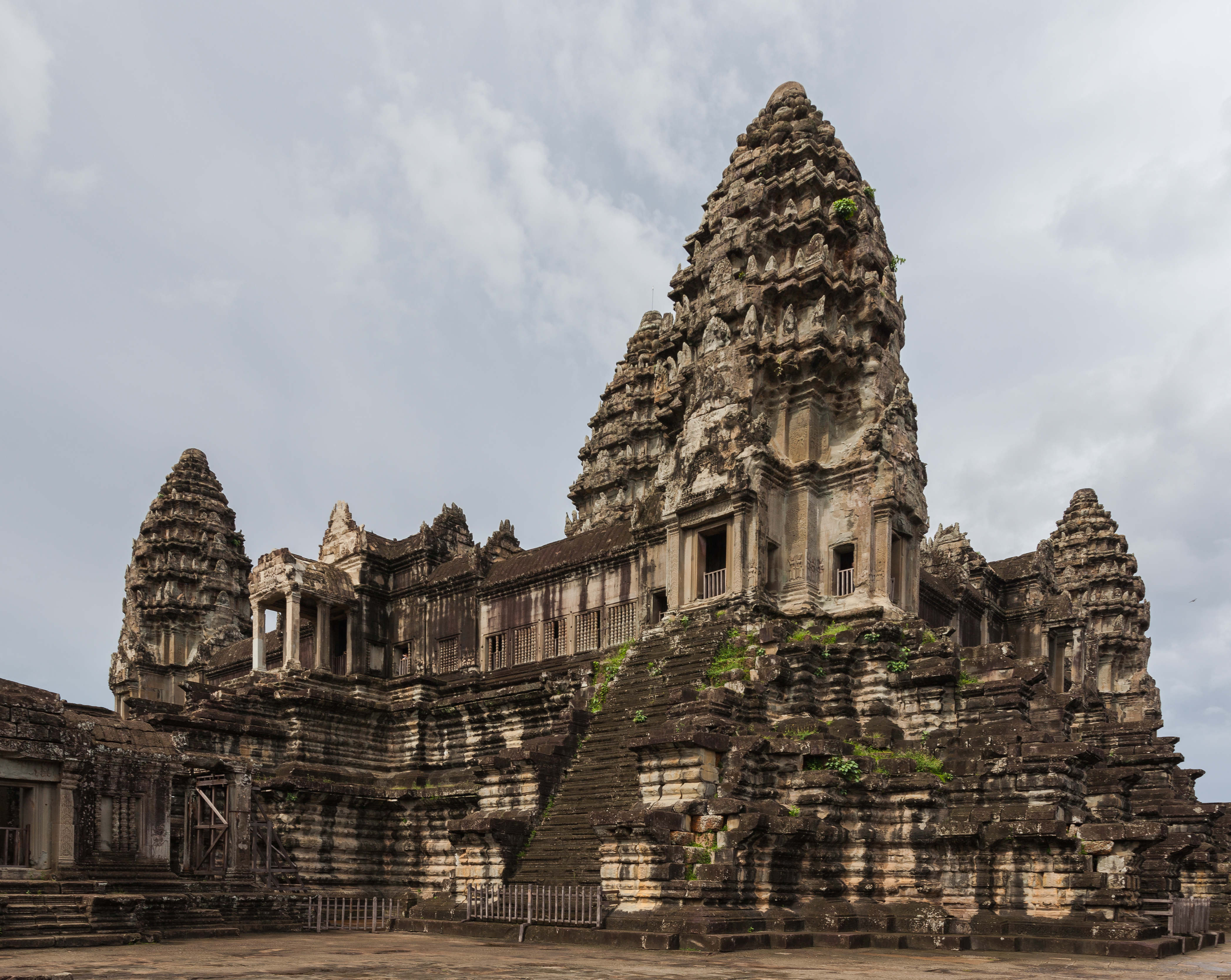
Innerer Hof
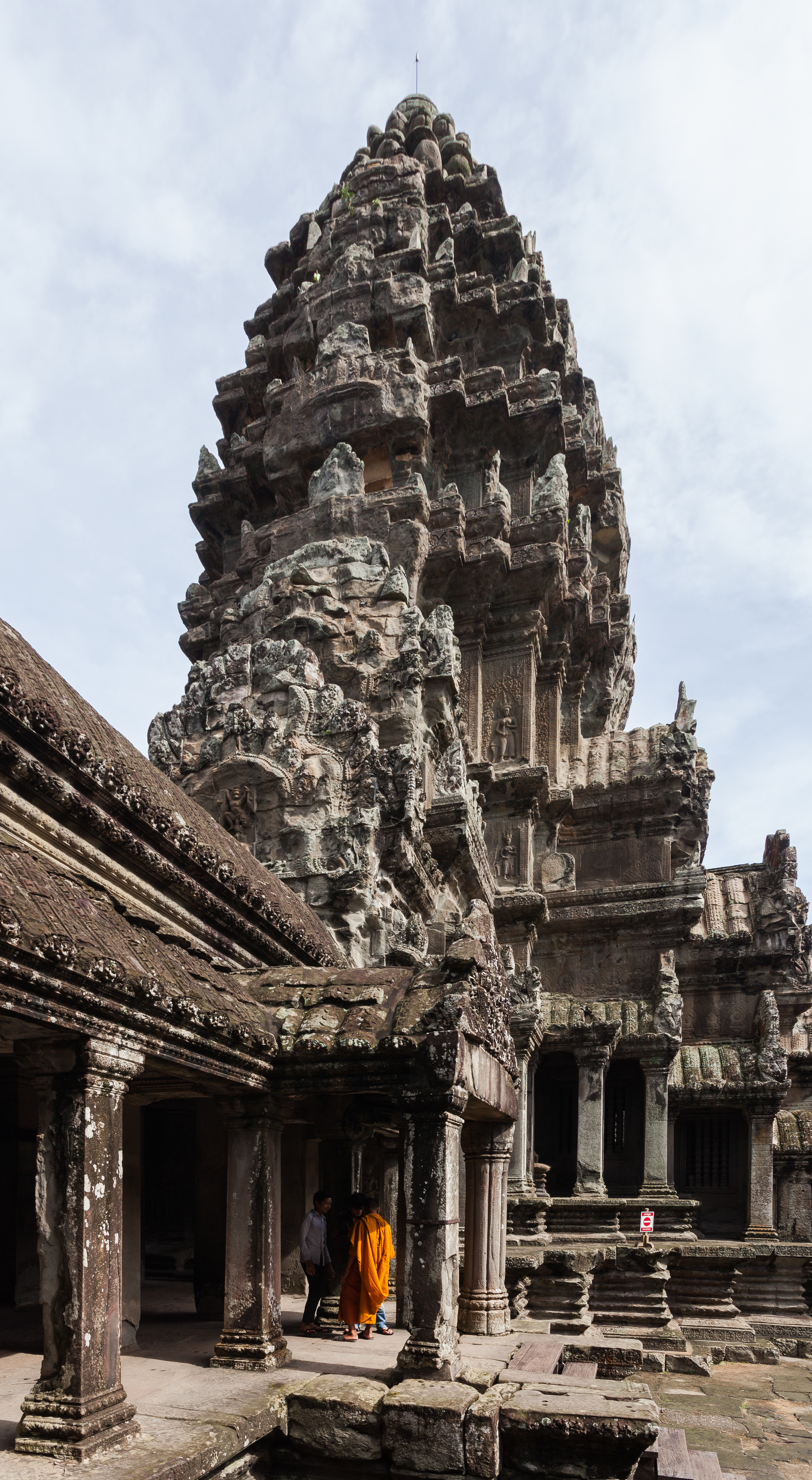
Der zentrale Turm von Angkor Wat
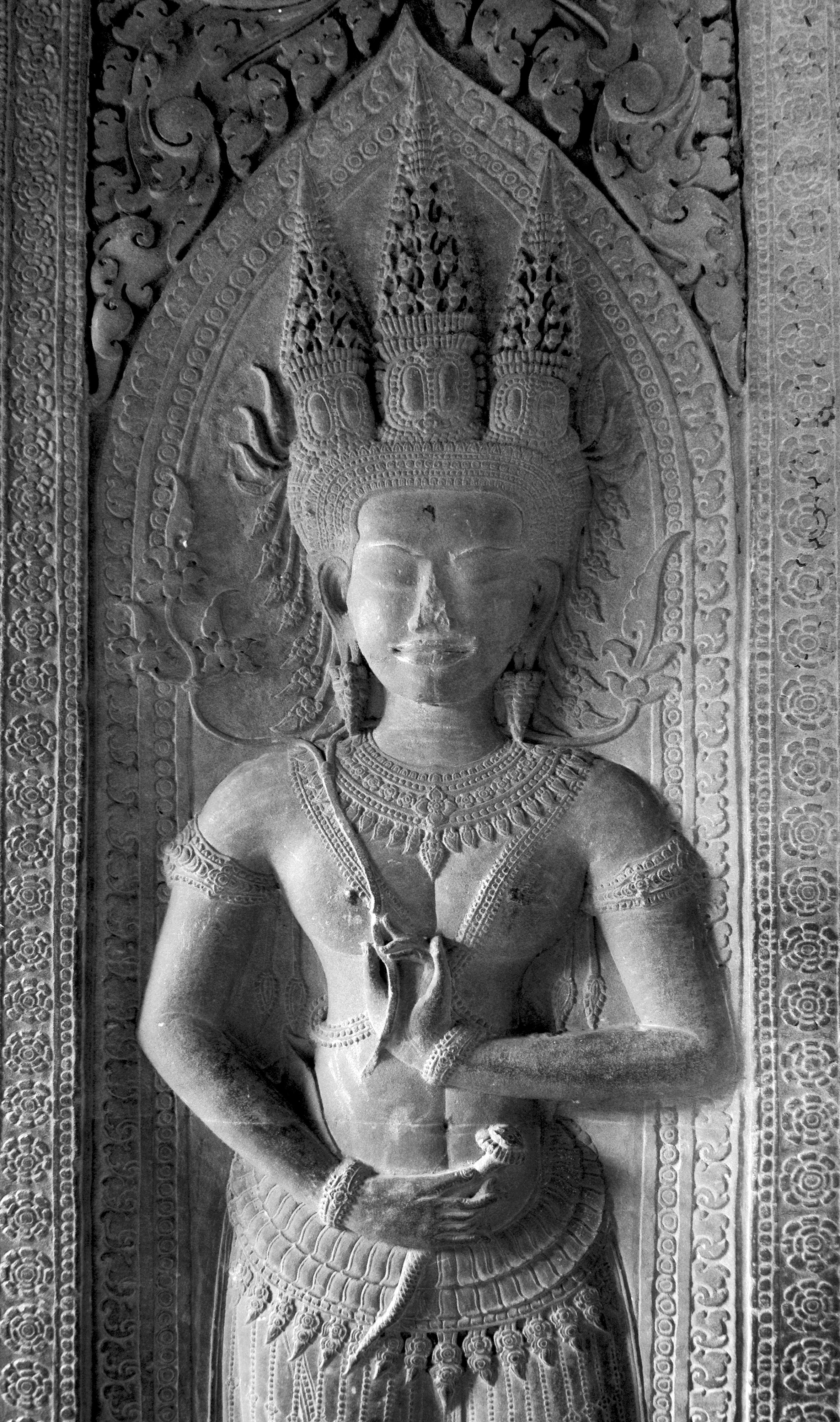
Eine Apsara in der obersten Galerie
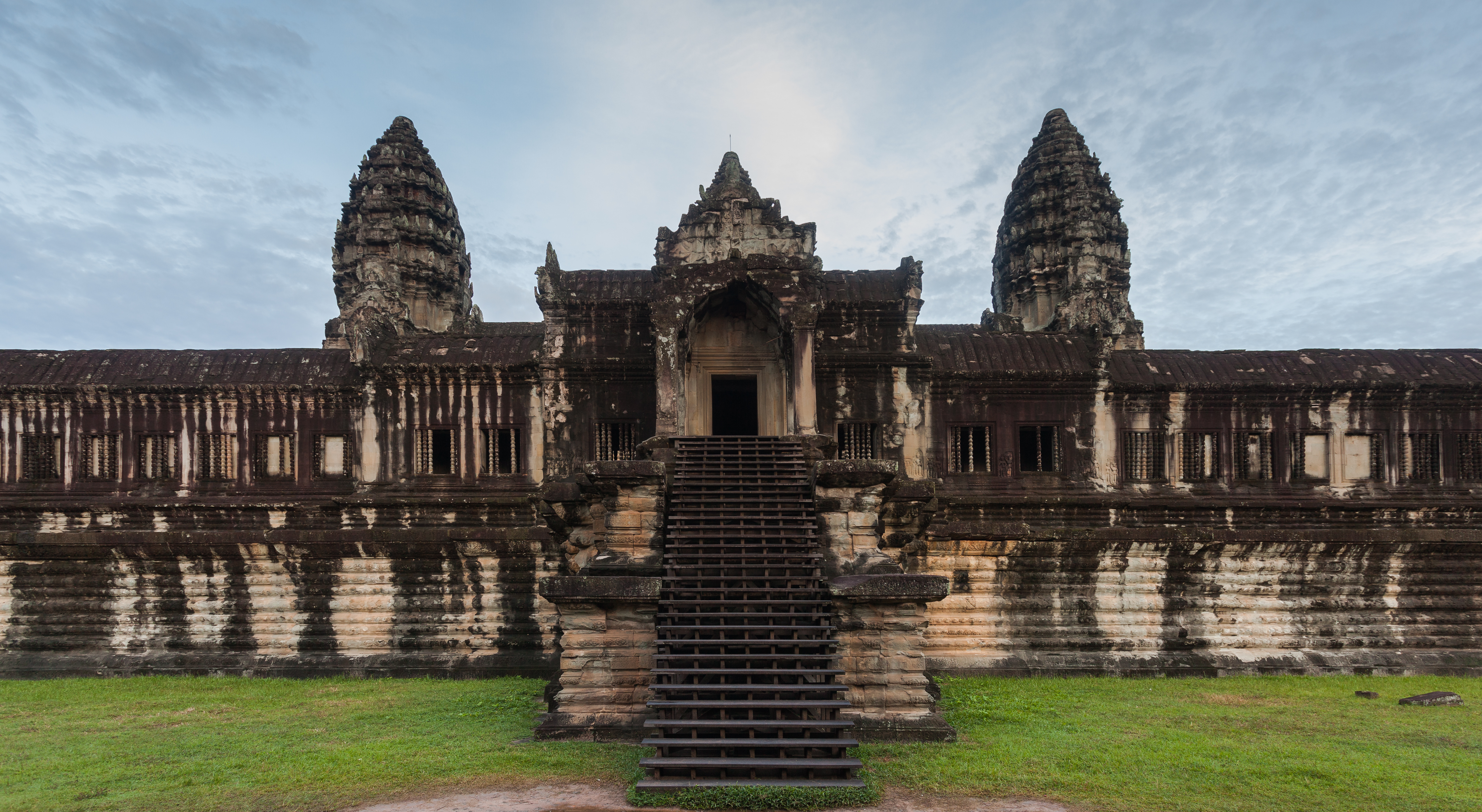
Morgenstimmung in Angkor Wat
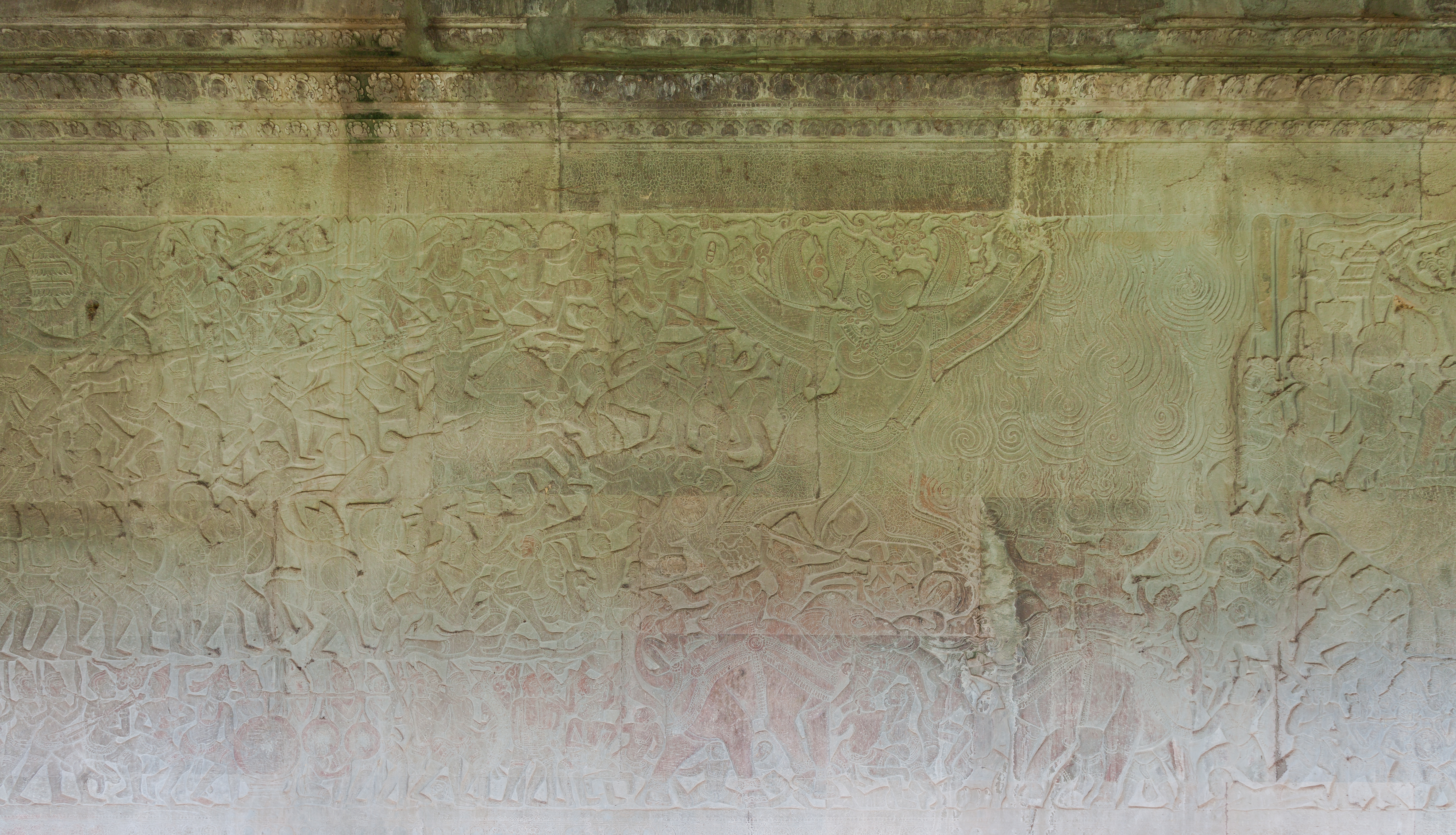
Flachrelief
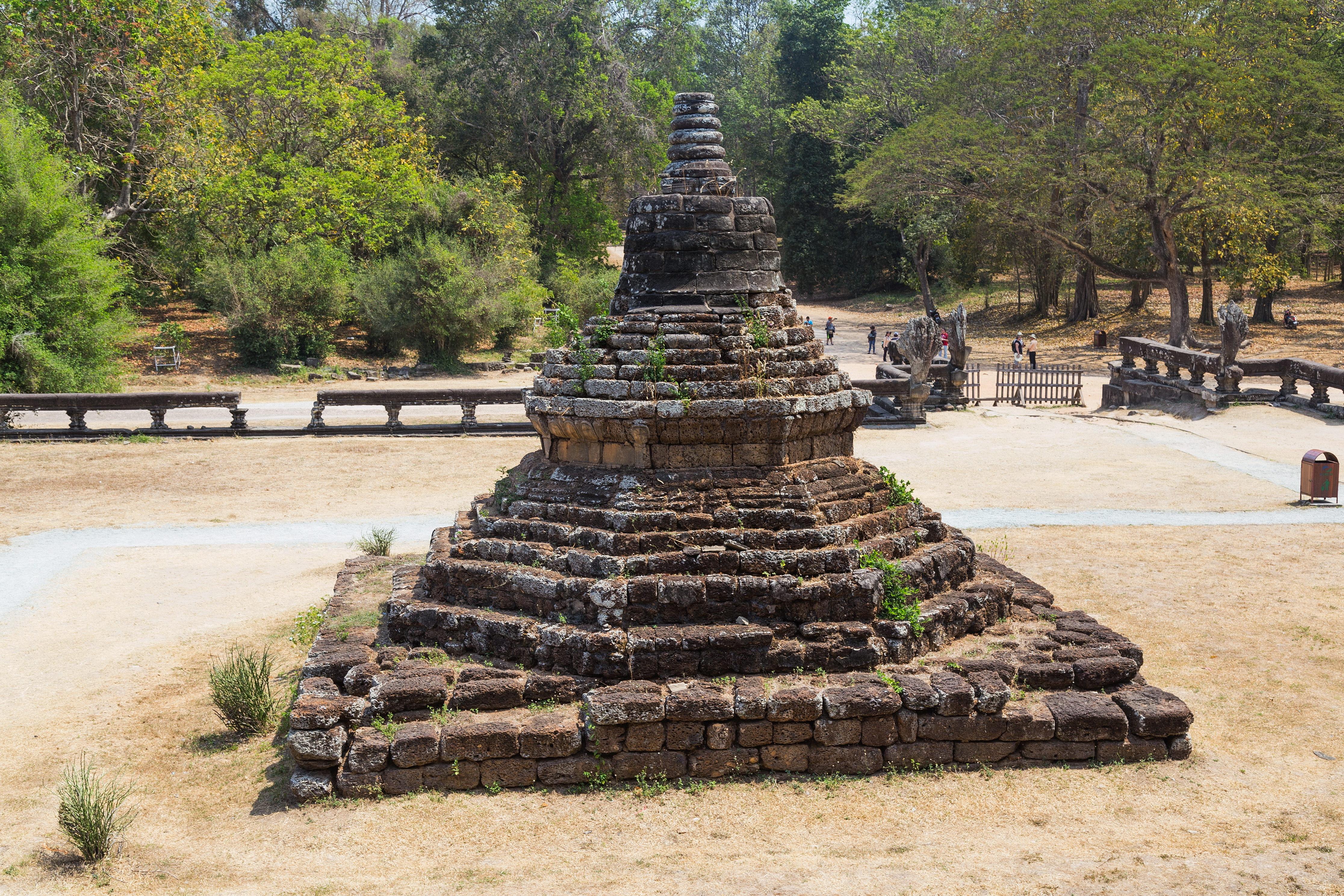
Stupa im äußeren Tempelbezirk

## Dokumentationen
- Ancient Apokalxpse: Angkor Wat. TV-Dokumentation von Marc Tiley; GB 2023, Deutsche Synchronfassung: ZDFinfo 2023.